# Spiracme baltistana
Spiracme baltistana is een spinnensoort uit de familie van de krabspinnen (Thomisidae).
De wetenschappelijke naam van de soort werd in 1935 als Oxyptila baltistana gepubliceerd door Lodovico di Caporiacco.